# Jan Brožek
Jan Brožek (* 10. května 1990 Brno) je český herec.
Vystudoval šestileté studium na Sportovním gymnáziu Ludvíka Daňka. Poté vystudoval Divadelní fakultu Janáčkovy akademie múzických umění. V roce 2014 nastoupil do angažmá Městského divadla Brno. Hrál v televizních seriálech Vinaři (2014), Kameňák (2019–2021) a Pálava (2022), objevil se také v seriálech Kriminálka Anděl, Tajemství pana M. a Specialisté.
Ve volném čase se rád věnuje street dance, bojovým uměním, bowlingu a všem druhům sportů.

## Role v Městském divadle Brno
- Patsy – Monty Python´s Spamalot
- Company – Matilda
- Roland Maule – Hvězda v pasti
- Rosencrantz – Hamlet aneb Hádala se duše s tělem
- Nick Carraway – Velký Gatsby
- Evan Hansen – Drahý Evane Hansene